# Ed Jones (pilote automobile)
 (août 2024).
Si vous disposez d'ouvrages ou d'articles de référence ou si vous connaissez des sites web de qualité traitant du thème abordé ici, merci de compléter l'article en donnant les références utiles à sa vérifiabilité et en les liant à la section « Notes et références ».
Pour les articles homonymes, voir Edward Jones et Jones.
Pas d'image ? Cliquez ici
Edward « Ed » Jones né le 22 février 1995 à Dubaï, aux Émirats arabes unis, est un pilote automobile émirati (il possède également la nationalité britannique). À différents moments de sa carrière, Jones a concouru sous les deux licences britannique et émirati. Il a remporté le championnat Indy Lights en 2016 et a participé à l'IndyCar Series de 2017 à 2021.

## Biographie
Ed Jones est né et a grandi à Dubaï. Ses parents sont des anglais ayant immigré aux Emirats arabes unis.

## Résultats

### Résultats en monoplace
| Saison | Series                            | Ecurie             | Courses | Victoires | Poles | Meilleur tour | Podiums | Points | Place |
| ------ | --------------------------------- | ------------------ | ------- | --------- | ----- | ------------- | ------- | ------ | ----- |
| 2011   | InterSteps Championship           | Fortec Motorsports | 20      | 1         | 5     | 3             | 9       | 427    | 4e    |
| 2011   | Eurocup Formula Renault 2.0       | Fortec Motorsports | 6       | 0         | 0     | 0             | 0       | 0      | NC†   |
| 2011   | Formula Renault UK (en)           | Fortec Motorsports | 6       | 0         | 0     | 0             | 0       | 0      | NC†   |
| 2011   | Formula Renault UK Finals Series  | Fortec Motorsports | 6       | 0         | 0     | 0             | 0       | 42     | 15e   |
| 2012   | Eurocup Formula Renault 2.0       | Fortec Motorsports | 14      | 0         | 0     | 0             | 0       | 2      | 27e   |
| 2012   | Formula Renault 2.0 NEC           | Fortec Motorsports | 11      | 0         | 0     | 0             | 1       | 85     | 20e   |
| 2012   | European F3 Open (en)             | Team West-Tec F3   | 2       | 0         | 0     | 0             | 1       | 0      | NC†   |
| 2013   | European F3 Open (en)             | Team West-Tec F3   | 14      | 6         | 4     | 3             | 10      | 130    | 1er   |
| 2013   | British Formula 3 National Class  | Team West-Tec F3   | 6       | 5         | 4     | 4             | 5       | 103    | 3e    |
| 2013   | Eurocup Formula Renault 2.0       | Fortec Motorsports | 12      | 0         | 0     | 0             | 2       | 45     | 11e   |
| 2013   | Formula Renault 2.0 NEC (en)      | Fortec Motorsports | 5       | 0         | 0     | 0             | 0       | 43     | 29e   |
| 2013   | Championnat d'Europe de Formule 3 | Fortec Motorsports | 3       | 0         | 0     | 0             | 0       | 0      | NC†   |
| 2013   | Grand Prix de Macao               | Fortec Motorsports | 1       | 0         | 0     | 0             | 0       | N/A    | 19e   |
| 2014   | Championnat d'Europe de Formule 3 | Carlin             | 20      | 0         | 0     | 0             | 2       | 70     | 13e   |
| 2015   | Indy Lights (en)                  | Carlin             | 16      | 3         | 2     | 3             | 7       | 324    | 3e    |
| 2016   | Indy Lights                       | Carlin             | 18      | 2         | 8     | 0             | 8       | 363    | 1er   |

### Résultats en IndyCar Series
| Saison | Écurie                                 | GP disputés | Pole positions | Victoires | Podiums | Meilleur tours | Points inscrits | Classement |
| ------ | -------------------------------------- | ----------- | -------------- | --------- | ------- | -------------- | --------------- | ---------- |
| 2017   | Dale Coyne Racing                      | 17          | 0              | 0         | 1       | 0              | 354             | 14e        |
| 2018   | Chip Ganassi Racing                    | 17          | 0              | 0         | 2       | 0              | 343             | 13e        |
| 2019   | Ed Carpenter Racing Scuderia Corsa     | 13          | 0              | 0         | 0       | 0              | 217             | 20e        |
| 2021   | Dale Coyne Racing with Vasser Sullivan | 16          | 0              | 0         | 0       | 0              | 233             | 19e        |